# 제이파워
제이파워는 대한민국의 6인조 혼성 재즈 밴드이다.

## 음반
- Body & Soul (2008)
- Run To You (2011)
- In The Storm (2013)
- The Power Of Love (2015)
- JPOWER (2017)

## 방송
- 2011년 KBS2 TOP밴드 (시즌 1) 4위